# Артур II (герцог Бретані)
Артур II (*Arthur II, 25 липня 1261  —27 серпня 1312) — герцог Бретані у 1305-1312 роках.

## Життєпис

### Молоді роки
Походив з роду Дрьо. Старший син Жана II, герцога Бретані, та Беатріси Плантагенет. Здобув класичну освіту французького аристократа. Виховувався спочатку при дворі свого діда Жана I. У 1275 році в Турі оженився з віконтесою Лімозькою. Того ж року померла мати Артура.

### В Ліможі та Бретані
Разом з дружиною тривалий час керував віконтством Лімож. У 1291 році померла його дружина, після чого Артур повернувся до Бретані.
У 1294-1295 роках брав участь у війні проти французьких військ на чолі із Карлом Валуа. Тут здобув певний досвід. Водночас важко захворів й в подальшому уникав військових походів. Під час участі батька у війні Франції та Фландрі у 1297-1304 роках Артур керував Бретанью.

### Правління
У 1305 році після загибелі свого батька в Ліоні стає новим герцогом Бретані. Від свого батька успадкував зобов'язання, надане Жаном II у 1302 році, здійснити хрестовий похід проти мусульман. Тим не менш під приводом слабкого здоров'я Артур II постійного викладав здійснення походу.
Артур II, незважаючи на васальну залежність від королів Франції, проводив політику, самостійну від Франції. Він розділив герцогство на вісім округів: Леон, Кернев, Лендрегер, Пентеур, Гвенде, Наонед, Роажон і Сант Мало.
У 1308 році придушив повстання містян Сен-Мало. В 1309 році герцог скликав в Бретані перші Генеральні штати, зародок бретонського парламенту. Також завершив тривалий конфлікт з церковними прелатами, що почався ще за герцога Жана I щодо призначення тарифів для святського духівництва. Це затвердив папа римський Климент V.
1312 року герцог Артур II помер в замку Ісле в Марсані і був похований у Ванні. Владу успадкував старший син Жан

## Родина
Артур Бретонський був двічі одружений. 
У 1275 році одружився першим шлюбом з віконтесою Марією Ліможською (1260-1291), дочкою Гі VI Доблестного (пом. 1263), віконта де Ліможа, і Маргарити Бургундської (пом. 1277), дочки герцога Бургундії Гуго IV.  
Діти:
- Жан (08.03.1286 — 30.04.1341), герцог Бретані у 1312-1341 роках
- Гі 1287 — 16.03.1331), граф Пент'євру і віконт Ліможу
- П'єр (1289-1312), сеньйор де Сен-Мало

У травні 1294 вдруге одружився з Іоландою де Дре (бл. 1265-1330), вдовою короля Шотландії Олександра III, дочки Роберта IV, графа де Дре, і Беатріси де Монфор, дочки Жана, графа де Монфор
Діти:
- Жан (1295-1345), герцог Бретані у 1341-1345 роках
- Беатріс (1295—1384), дружина Гі X, барона Лаваль
- Жанна (1296—1364), дружина Роберта, графа Марля
- Аліса (1297—1377), дружина Бочарда VI, графа Вандома
- Бланка (1300)
- Марія (1302-1371), черниця